# 住協
株式会社住協（じゅうきょう、英文社名：JYUKYO Co. Ltd.）は、埼玉県所沢市に本社を置く不動産会社。住協建設株式会社らと「住協グループ」を構成している。

## 概要
埼玉県西部地域を中心に、不動産流通事業（売買・仲介・賃貸）、住宅建築事業を行い、住宅地・マンションやホテルのデベロッパー（事業主・売主）としても事業を展開。「Grancia（グランシア）」ブランドによる自社開発の住宅分譲地を数多く手掛けている。  建築条件付土地分譲を主力商品に、西武池袋・新宿線沿線・東武東上沿線で事業を展開、都内の拠点拡充を図るべく吉祥寺に拠点を設けた。

## 沿革
- 1979年 - 埼玉県入間市小谷田1丁目にて設立
- 1979年 - 宅地建物取引業免許取得
- 1981年 - 建設業免許取得得
- 1982年 - 埼玉県入間市河原町に本店を移転
- 1997年 - 埼玉県入間市豊岡1丁目に本店を移転
- 1898年 - 住宅性能保証制度業者登録
- 2004年 - 宅地建物取引業免許更新
- 2007年 - 株式会社住総と合併、本社を所沢市緑町2丁目に移転
- 2007年 - 埼玉県所沢市小手指町1丁目に本社を移転
- 2009年 - 宅地建物取引業免許更新得
- 2010年 - 建設業免許許可更新得
- 2014年 - 宅地建物取引業免許更新得
- 2015年 - 建設業免許許可更新得
- 2019年 - 宅地建物取引業免許更新得
- 2020年 - 建設業免許許可更新得
- 2024年 - 宅地建物取引業免許更新得

## 主な開発住宅地
- 稲荷山パークサイド（狭山市）
- バーズモーニング水野（狭山市）
- 時空の庭グランシア（三芳町）
- グランシア上福岡（ふじみ野市）
- グランシア的場（川越市）
- グランシア笹井（狭山市）
- グランシア緑町（所沢市）
- グランシア学園町（練馬区）
- グランシア鶴ヶ島（川越市）
- グランシア稲荷山（狭山市）
- グランシア入間川（狭山市）
- グランシア上藤沢（入間市）
- グランシア山口（所沢市）
- グランシア片山（練馬区）
- グランシア苗間（ふじみ野市）
- グランシア笠幡（川越市）
- グランシア亀久保（ふじみ野市）
- グランシア女影（日高市）
- グランシア羽生（羽生市）
- グランシア渡戸（富士見市）
- グランシア野田（入間市）
- グランシア牛子（川越市）
- グランシア航空公園（所沢市）
- グランシア花園（所沢市）
- グランシア幸町（志木市）
- グランシア西武台（所沢市）
- グランシア藤久保（三芳町）
- グランシア大泉学園町５丁目（練馬区）
- グランシア幸町（志木市）
- グランシア花園2丁目2期（所沢市）
- グランシア今福（川越）
- グランシア扇町屋3丁目2期（入間市）
- グランシア北永井5期（三芳町）
- グランシア富士見1丁目5期（狭山市）
- グランシア下富2期（所沢市）
- グランシア大井中央2丁目1期（ふじみ野市）
- グランシアこぶし町2期（所沢市）
- グランシア中台2丁目1期（川越市）
- グランシア和ケ原1丁目2期（所沢市）
- グランシア今成1丁目2期（川越市）
- グランシア鈴木町1丁目1期（小平市）
- グランシア鶴馬2丁目1期（富士見市）
- グランシア池上1期（ふじみ野市）
- グランシア小手指元町3丁目6期（所沢市）
- グランシア大泉町5丁目4期（練馬区）
- グランシア野寺4丁目1期（新座市）

## 店舗
- 入間支店（埼玉県入間市豊岡1-6-7）
- 狭山支店（埼玉県狭山市富士見1-27-23）
- 大泉支店（東京都練馬区東大泉1-34-5）
- 新所沢支店（埼玉県所沢市向陽町2087-92）
- 飯能支店（埼玉県飯能市仲町1-11）
- 川越支店（埼玉県川越市新宿町1-16-6）
- ふじみ野支店（埼玉県ふじみ野市ふじみ野4-8-32）
- 小手指支店（埼玉県所沢市小手指町1-1-4）
- 朝霞台支店（埼玉県朝霞市東弁財2-12-23）
- 東久留米支店（東京都東久留米市本町1-3-1　東久留米本町ビル2階）
- 吉祥寺支店（東京都武蔵野市吉祥寺本町1-10-10　ロータスビル2F）
- 若葉支店（埼玉県鶴ヶ島市富士見2-2-10）

## グループ会社
- 株式会社住協ホールディングス - 持株会社
- 住協建設株式会社 - 総合建設
- P・R保険パートナーズ株式会社 - 保険代理店